# Hong Kong nos Jogos Olímpicos de Verão de 1972
Hong Kong participou dos Jogos Olímpicos de Verão de 1972 em Munique, Alemanha Ocidental.